# Axel Melander
Axel Fritiof Melander, född den 18 november 1913 i Umeå, död den 28 december 1999 i Lund, var en svensk musiker.
Melander avlade musiklärarexamen 1935, kantorsexamen samma år, organistexamen 1936 och filosofie kandidatexamen 1945. Han var lärare vid samrealskolan i Strömstad 1935, vid Umeå högre allmänna läroverk 1936–1941, vid Västerås högre allmänna läroverk 1941–1951 och vid folkskoleseminariet i Lund 1951–1962 samt lektor vid Lärarhögskolan i Malmö 1962–1978. Melander var ledare för Umeå musiksällskaps orkester 1937–1941, Västerås kvartettsångarförbund 1941–1951, musikledare vid Asea i Västerås 1945–1951 och ledare för Lunds studentsångförening 1951–1971. Han komponerade Svit för stråkorkester 1936, musik till sagospelet Törnrosa 1950, en julkantat 1952, musik för stråkorkester, manskvartetter med mera.